# Médaille Rutherford (Nouvelle-Zélande)
Pour les articles homonymes, voir Médaille Rutherford.

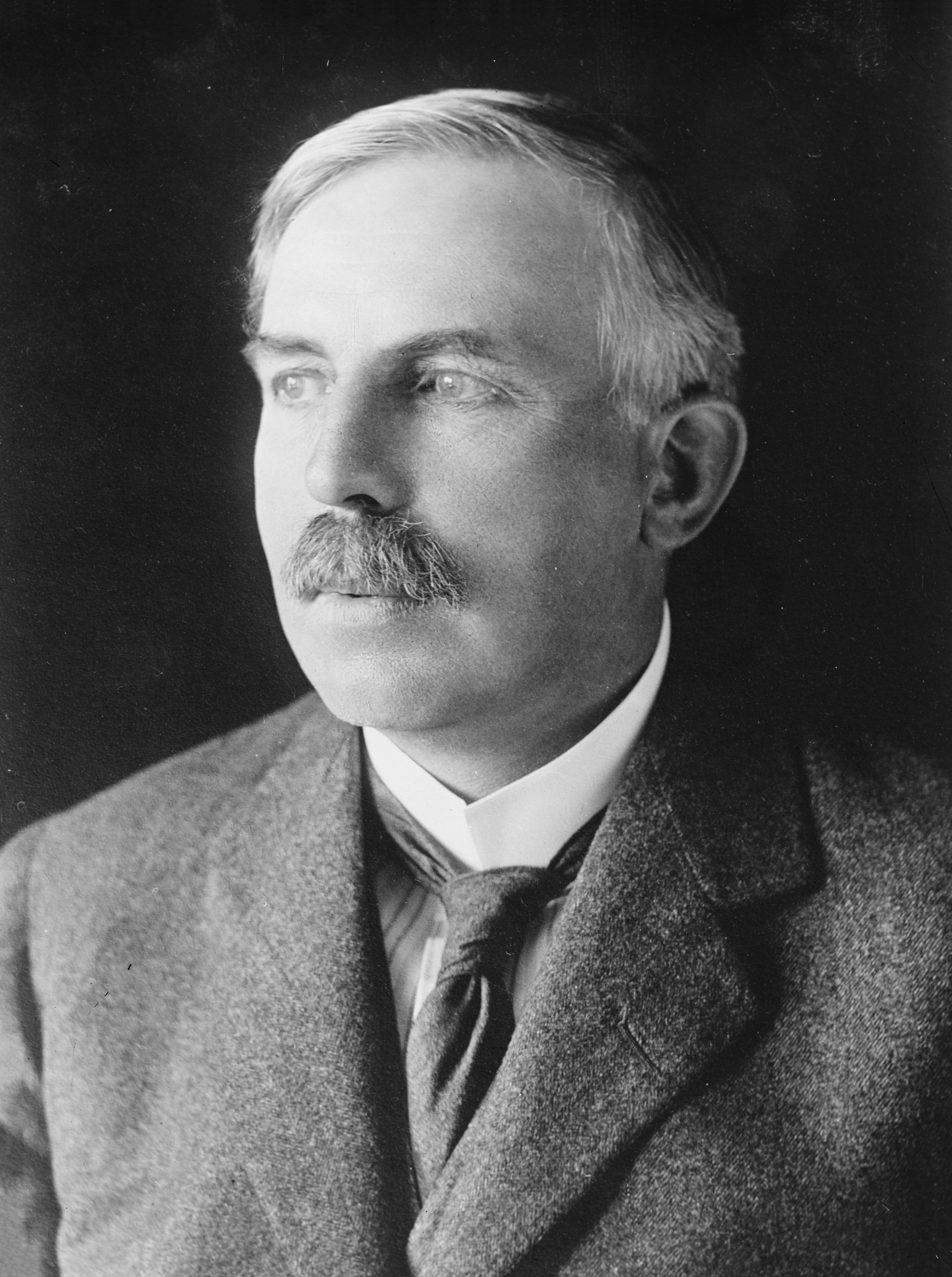
Ernest Rutherford, Lord Rutherford de Nelson.

La Médaille Rutherford (instituée en 1991 sous le nom de New Zealand Science and Technology Gold Medal jusqu'en 2000) est le prix le plus prestigieux décerné par la Société royale de Nouvelle-Zélande, consistant en une médaille et un prix de 100 000 $. Il est accordé à la demande du gouvernement de la Nouvelle-Zélande afin de « reconnaître les contributions exceptionnelles à l'avancement et à la promotion de la sensibilisation, des connaissances et de la compréhension du public en complément de pratiques technologiques ou de  recherche par une personne ou un groupe dans n'importe quel domaine des sciences, mathématiques, sciences sociales ou technologie ». Il est financé par le gouvernement de Nouvelle-Zélande et décerné annuellement.
La médaille est nommée d'après Ernest Rutherford, le physicien néo-zélandais et prix Nobel, qui a été  pionnier de la théorie orbitale de l'atome.

## Lauréats
Source: Société Royale de Nouvelle-Zélande

### New Zealand Science and Technology Gold Medal
- 1991: Vaughan Jones, mathématicien, lauréat de la médaille Fields
- 1992: Ministère de la recherche scientifique et industrielle (en) , Prix de groupe
- 1993: Roy Kerr, mathématicien
- 1994: Ian Axford (en), physicien
- 1995: William Denny (en), oncologue, et Laboratoire de recherche sur le cancer d'Auckland
- 1996: non décerné
- 1997: Thomas William Walker (en), spécialiste des sols
- 1998: William Robinson, sismologue
- 1999: David Vere-Jones, statisticien

### Médaille Rutherford
- 2000: Alan MacDiarmid, chimiste, Prix Nobel
- 2001: Peter Gluckman (en), biologiste
- 2002: Jeffery Lewis Tallon (en), physicien
- 2003: George Petersen (en), biochimiste
- 2004: David Penny (en), biologiste théorique
- 2005: Paul Callaghan, physicien
- 2006: Ted Baker (en), biologie structurale,
- 2007: Richard Faull (en), neuroscientifique[1]
- 2008: David Parry (en), biophysicien des structures[2]
- 2009: Peter Hunter, bioingénieur numérique
- 2010: Warren Tate (en), biochimiste[3],[4]
- 2011: Christine Coe Winterbourn, biochimiste[5]
- 2012: Margaret Brimble, chimiste
- 2013: Dame Anne Salmond, chercheur en sciences sociales
- 2014: Peter Schwerdtfeger (en), chimiste théorique[6]
- 2015: Ian Reid, chercheur sur les os[7]
- 2016: Michael Corballis (en), psychologue
- 2017: Colin J. N. Wilson (en), volcanologue
- 2018: Rod Downey, mathématicien
- 2019: Jane Harding, néonatalogiste[8],[9]
- 2020 : Brian Boyd (en), professeur de littérature[10]
- 2021 : Philippa Howden-Chapman et son équipe[11].
- 2022: l'Étude Dunedin, dirigée par Richie Poulton (en), avec pour collaborateurs Murray Thomson, Terrie E. Moffitt (en) et Avshalom Caspi (en)[12].